# Milorad Mažić
Milorad Mažić (serbisch-kyrillisch Милорад Мажић; * 23. März 1973 in Titov Vrbas, SFR Jugoslawien, heute Serbien) ist ein ehemaliger serbischer Fußballschiedsrichter und war von 2009 bis 2020 internationaler FIFA-Schiedsrichter. Neben Einsätzen in der serbischen SuperLiga leitete er auch Spiele im nationalen Pokalwettbewerb, der rumänischen Liga 1 und der Qatar Stars League. Mažić kam auch bei der U-21-Europameisterschaft 2011 und der U-20-Weltmeisterschaft 2013 sowie diversen europäischen Wettbewerben zum Einsatz, darunter die Champions League und die Europa League. Mažić gehörte sowohl zu den 25 Schiedsrichtern der Weltmeisterschaft 2014 als auch zu den 18 Schiedsrichtern der Europameisterschaft 2016.
Im August 2020 beendete Mažić seine internationale Karriere als FIFA-Schiedsrichter und unterzeichnete einen Zweijahresvertrag bei der Schiedsrichterabteilung des Fußballverbandes von Zypern. Seit Juni 2023 ist er Vorsitzender der Schiedsrichterkommission des russischen Fußballverbands, was aufgrund des russischen Angriffskriegs auf die Ukraine auf Kritik stieß.

## Karriere
In der serbischen SuperLiga leitete Mažić besonders häufig Belgrader Derby. Seit 2009 ist Mažić als internationaler Schiedsrichter für die FIFA tätig. In der Europa League ist er seit der Saison 2010/2011 häufig im Einsatz. 2012 leitete er das Halbfinalspiel der Europa League 2012/13 im Istanbuler Şükrü-Saracoğlu-Stadion zwischen Fenerbahçe Istanbul und Benfica Lissabon. Zuvor leitete er bereits das Viertelfinalspiel zwischen Tottenham Hotspur und dem FC Basel an der White Hart Lane. Während der Champions League 2012/13 leitete er die Achtelfinal-Begegnung zwischen dem FC Barcelona und dem AC Mailand. In der Champions League 2013/14 war er Schiedsrichter bei Borussia Dortmunds 1:0-Sieg im Westfalenstadion gegen Manchester City. Dabei erhielt er vom Kicker-Sportmagazin gute Kritik. In der abgelaufenen Champions-League-Saison pfiff er dazu die Partien FC Arsenal – SSC Neapel, FC Barcelona – AC Mailand, Manchester United – Schachtar Donezk und die Viertelfinal-Paarung Paris Saint-Germain gegen den FC Chelsea. In derselben Saison leitete er das Halbfinale zwischen dem FC Valencia und dem FC Sevilla in der Europa League 2013/14 und wurde als vierter Offizieller im anschließenden Final eingesetzt.
2011 leitete Mažić drei Spiele der U-21-Europameisterschaft 2011 in Dänemark. Bei der U-20-Weltmeisterschaft 2013 in der Türkei leitete er zwei Spiele und wurde zweimal als vierter Offizieller eingesetzt. Er leitete Länderspiele der Qualifikation zur Weltmeisterschaft 2014, darunter auch das deutsche Qualifikationsspiel in der Allianz-Arena gegen Österreich, das Deutschland mit 3:0 gewann. Am 15. Januar 2014 wurde Mažić zusammen mit seinen Assistenten Dalibor Đurđević und Milovan Ristić als einer von 25 Schiedsrichtergespannen für die Weltmeisterschaft 2014 benannt. Am 14. Juni 2014 gab die FIFA bekannt, dass Mažić das erste deutsche Vorrundenspiel gegen Portugal pfeift. Mažić pfiff auch das Vorrundenspiel am 21. Juni 2014 zwischen Argentinien und Iran. Insgesamt hatte er bisher 58 Einsätze auf internationaler Ebene, darunter sieben Begegnungen in der Königsklasse.
Am 15. Dezember 2015 wurde Mažić als Schiedsrichter zur Fußball-Europameisterschaft 2016 nominiert. Damit gehört er neben dem deutschen Felix Brych zu den 7 Schiedsrichtern, die auch bei der Fußball-WM 2014 in Brasilien Spiele leiten durften.
Am 27. April 2017 wurde er von der FIFA als einer von neun Schiedsrichtern für den FIFA-Konföderationen-Pokal 2017 in Russland nominiert. Dort leitete er zwei Spiele, darunter das Finale zwischen Chile und Deutschland. Die FIFA nominierte ihn am 29. März 2018 für die Weltmeisterschaft 2018. Als Assistenten begleiten ihn Milovan Ristić und Dalibor Đurđević. Am 7. Mai 2018 wurde er für die Leitung des Endspiels der UEFA Champions League 2017/18 in Kiew ausgewählt. Als Assistenten unterstützten ihn bei der Begegnung Real Madrid gegen den FC Liverpool Milovan Ristić und Dalibor Đurđević, Vierter Offizieller war der Franzose Clément Turpin. Als Hintertorschiedsrichter waren Nenad Đokić und Danilo Grujić angesetzt, als Ersatzassistent Nemanja Petrović.

## Privates
Mažić ist hauptberuflich Direktor eines Unternehmens in Novi Sad, das in der Fleischproduktionsindustrie tätig ist. Er ist verheiratet und spricht neben Serbokroatisch bzw. Serbisch auch Englisch.

## Schiedsrichter-Einsätze bei Turnieren

### Weltmeisterschaft 2014
| Phase        | Datum         | Spielort          | Heimmannschaft | Gastmannschaft | Ergebnis  |
| ------------ | ------------- | ----------------- | -------------- | -------------- | --------- |
| Gruppenphase | 16. Juni 2014 | Salvador da Bahia | Deutschland    | Portugal       | 4:0 (3:0) |
| Gruppenphase | 21. Juni 2014 | Belo Horizonte    | Argentinien    | Iran           | 1:0 (0:0) |

### Europameisterschaft 2016
| Phase        | Datum         | Spielort    | Heimmannschaft | Gastmannschaft | Ergebnis  |
| ------------ | ------------- | ----------- | -------------- | -------------- | --------- |
| Gruppenphase | 13. Juni 2016 | Saint-Denis | Irland         | Schweden       | 1:1 (0:0) |
| Gruppenphase | 17. Juni 2016 | Nizza       | Spanien        | Türkei         | 3:0 (2:0) |
| Achtelfinale | 26. Juni 2016 | Toulouse    | Ungarn         | Belgien        | 0:4 (0:1) |

### FIFA-Konföderationen-Pokal 2017
| Phase        | Datum         | Spielort         | Heimmannschaft | Gastmannschaft | Ergebnis  |
| ------------ | ------------- | ---------------- | -------------- | -------------- | --------- |
| Gruppenphase | 22. Juni 2017 | Sankt Petersburg | Kamerun        | Australien     | 1:1 (1:0) |
| Finale       | 2. Juli 2017  | Sankt Petersburg | Chile          | Deutschland    | 0:1 (0:1) |

### UEFA Champions League 2017/18
| Phase  | Datum        | Spielort | Heimmannschaft | Gastmannschaft | Ergebnis  |
| ------ | ------------ | -------- | -------------- | -------------- | --------- |
| Finale | 26. Mai 2018 | Kiew     | Real Madrid    | FC Liverpool   | 3:1 (0:0) |

### Weltmeisterschaft 2018
| Phase         | Datum         | Spielort      | Heimmannschaft | Gastmannschaft | Ergebnis  |
| ------------- | ------------- | ------------- | -------------- | -------------- | --------- |
| Gruppenphase  | 23. Juni 2018 | Rostow am Don | Südkorea       | Mexiko         | 1:2 (0:1) |
| Gruppenphase  | 28. Juni 2018 | Samara        | Senegal        | Kolumbien      | 0:1 (0:0) |
| Viertelfinale | 6. Juli 2018  | Kasan         | Brasilien      | Belgien        | 1:2 (0:2) |

## Erfolge
- Schiedsrichter der Europameisterschaft 2016
- Schiedsrichter der Weltmeisterschaft 2014
- Vierter Offizieller des Finales der Europa League 2013/14
- Weltschiedsrichter: 12. Platz 2012
- Serbiens Schiedsrichter des Jahres: 2011